# Kiss and Tell (Amerikaanse televisiefilm)
Kiss and Tell is een Amerikaanse televisiefilm uit 1996, geregisseerd door Andy Wolk.

## Verhaal
Jean McAvoy wordt gecontacteerd door Kelly Krieger, die beweert een relatie te hebben met Jeans echtgenoot Eric en die haar waarschuwt dat Eric van plan is om zijn vrouw te vermoorden. Aanvankelijk gelooft Jean het verhaal niet, maar beetje bij beetje wordt het duidelijk dat haar leven effectief in gevaar is.

## Rolverdeling
| Acteur             | Personage     |
| ------------------ | ------------- |
| Cheryl Ladd        | Jean McAvoy   |
| John Terry         | Eric McAvoy   |
| Francie Swift      | Kelly Krieger |
| John Bedford Lloyd | Dan Turman    |
| Jack Gilpin        | Matt Sohigan  |
| Caitlin Clarke     | Karen Wallace |
| Barry Corbin       | George Reed   |
| J. Michael Hunter  | Ted Wallace   |
| Michael Burgess    | spoedarts     |
| Derin Altay        | Arlane        |
| C.K. Bibby         | Dr. Hayes     |